# Storflodolpen
Storflodolpen är en sjö i Åre kommun i Jämtland och ingår i Indalsälvens huvudavrinningsområde. Sjön har en area på 0,0683 kvadratkilometer och ligger 504,1 meter över havet.

## Delavrinningsområde
Storflodolpen ingår i det delavrinningsområde (701510-136827) som SMHI kallar för Mynnar i Håckrenmagasinet. Medelhöjden är 512 meter över havet och ytan är 2,75 kvadratkilometer. Räknas de 3 avrinningsområdena uppströms in blir den ackumulerade arean 64,34 kvadratkilometer. Sätterån som avvattnar avrinningsområdet har biflödesordning 3, vilket innebär att vattnet flödar genom totalt 3 vattendrag innan det når havet efter 312 kilometer. Avrinningsområdet består mestadels av skog (49 procent) och sankmarker (48 procent). Avrinningsområdet har 0,07 kvadratkilometer vattenytor vilket ger det en sjöprocent på 2,5 procent.